# Tethionea apiculata
Tethionea apiculata är en skalbaggsart som först beskrevs av Francis Polkinghorne Pascoe 1862.  Tethionea apiculata ingår i släktet Tethionea och familjen långhorningar. Inga underarter finns listade i Catalogue of Life.